# Каламатиано, Ксенофонт Дмитриевич
Ксенофонт Дмитриевич Каламатиано (Ксенофонт де Блюменталь Каламатиано, англ. Xenophon Kalamatiano; 1882, Вена — 9 ноября 1923) — российско-американский бизнесмен.

## Биография
Гражданин США русско-греческого происхождения. Учился в Чикагском университете.
С 1907 года жил в России, с ежегодными поездками в США, будучи представителем американской компании JI Case Implement Company’s, производившей тракторы и автомобили.
С начала 1915 по весну 1916 ездил в США по торговым делам. Основал «Международную К° фабрик и заводов в Америке», но фирма успеха не имела. В 1917—1918 годы в связи с затруднениями революционного времени коммерческая деятельность Каламатиано сошла на нет.

## Шпионаж и Дело Локкарта
В 1918 году Каламатиано создал неофициальное «информационное бюро», которое собирало экономическую, политическую и военную информацию о ситуации в России, передававшуюся Каламатиано американским дипломатам. В организации Каламатиано работали более 15 человек, ездившие из Москвы по разным городам России.
С 30 августа по 18 сентября 1918 г. Каламатиано ездил в Белебей Уфимской губернии, где с июля 1918 г. жила его жена. По возвращении в Москву, 18 сентября Каламатиано был арестован чекистской засадой у бывшего американского генерального консульства. Во время обыска в трости Каламатиано были обнаружены расписки и шифр.
На следствии заявлял: «работу организации считаю совершенно безвредной, так как организация никакой военной, политической или противоправительственной цели не преследовала» и что «лица, работающие в его организации, никак не могут быть обвиняемы в каких-либо противоправительственных действиях, так как о фактической цели работы знал только он сам.»
28 ноября — 3 декабря судился по делу Локкарта в Революционном трибунале при ВЦИК по обвинению в шпионаже. Большинство обвиняемых на этом процессе также были сотрудниками каламатиановской организации.
В последнем слове Каламатиано заявил, что: «он, как гражданин САСШ, категорически утверждает, что никаких ни Гренаров, ни Локкартов не знал, ни теперь не знает, виновным себя в организации шпионажа не признает».
Приговорен к расстрелу. Расстрел заменен 20 годами тюрьмы. Постановлением верховного революционного трибунала при ВЦИК от 3 мая 1920 г. срок наказания сокращен до 5 лет. Постановлением президиума ВЦИК от 4 августа 1921 г. освобожден по амнистии и 9 августа 1921 г. выслан в Эстонию.
Скончался 9 ноября 1923 года в американском санатории от болезни сердца и заражения крови.